# Mohuor
Mohuor (Mohouidae) är en liten familj av ordningen tättingar. Familjen består endast av tre arter i släktet Mohoua med utbredning enbart i Nya Zeeland:
- Gulhuvad mohua (M. ochrocephala)
- Vithuvad mohua (M. albicilla)
- Pipipi (M. novaeseelandiae)